# Orthocladius subletti
Orthocladius subletti är en tvåvingeart som beskrevs av Soponis 1977. Orthocladius subletti ingår i släktet Orthocladius och familjen fjädermyggor. Inga underarter finns listade i Catalogue of Life.